# Хуліо Ернан Россі
Хуліо Ернан Россі (ісп. Julio Hernán Rossi, нар. 22 лютого 1977, Мар-дель-Плата) — колишній аргентинський футболіст, що грав на позиції нападника.

## Ігрова кар'єра
У дорослому футболі дебютував 1995 року виступами за команду клубу «Рівер Плейт», в якій провів три сезони, взявши участь у 11 матчах чемпіонату. 1997 року також недовго грав на правах оренди за японський клуб «Авіспа Фукуока».
1998 року відправився до Швейцарії, де спочатку грав за «Лугано», а з 2002 року став виступати за «Базель». Там він сформував ефективну зв'язку зі співвітчизником Крістіаном Едуардо Хіменесом, забивши у Лізі чемпіонів 2002/03 одинадцять голів на двох, а також виграв з командою два чемпіонати і один національний кубок.
На початку 2006 року перейшов у французький «Нант», але коли клуб в 2007 році покинув Лігу 1, Россі був відпущений на правах вільного агента.
Завершив професійну ігрову кар'єру у швейцарському клубі «Ксамакс», за який виступав протягом 2007—2010 років.

## Титули і досягнення

### Командні
- Чемпіон Швейцарії (2):

«Базель»: 2003-04, 2004-05
- Володар Кубка Швейцарії (1):

«Базель»: 2002-03